# Kerstin Andersson (centerpartist)
Kerstin Gudrun Andersson, ogift Wigrup, född Olsson 1 juli 1924 i Torrlösa församling, Malmöhus län, död 24 maj 2009 i Hjärtums församling, Västra Götalands län, var en svensk lärare och politiker för Centerpartiet. Hon var som Kerstin Andersson i Hjärtum ledamot av Sveriges Riksdag från Norra Älvsborg för Centerpartiet 1974–1985.
Hon föddes i nuvarande Svalövs kommun i Skåne. Hon gifte sig 1951 med lantbrukaren Gösta Andersson (1913–1999) på Torps gård i Hjärtum i Bohuslän. Sonen Iwar Arnstad var ledare i CUF 1987–1990. Kerstin Andersson undervisade på mellanstadiet vid Ströms skola i Lilla Edets kommun.